# Juan Pérez Márquez
Juan Pérez Márquez, španski rokometaš, * 3. januar 1974.
Leta 1996 je na poletnih olimpijskih igrah v Atlanti v sestavi švedske reprezentance osvojil bronasto olimpijsko medaljo; uspeh je ponovil še leta 2000, medtem ko je leta 2004 reprezentanca osvojila 7. mesto. 